# Kiminori Wakasugi
若杉 公徳
Œuvres principales
Première œuvre : Detroit Metal City
Autres ouvrages :
Kiminori Wakasugi (若杉 公徳, Wakasugi Kiminori) est un mangaka japonais né en 1975. Il est l'auteur de la série Detroit Metal City publiée aux éditions 12 bis. Il s'est ensuite lancé dans une nouvelle série appelée Kappei.